# Marketing masivo
El marketing masivo es una estrategia de mercado en el que una empresa decide hacer caso omiso de las diferencias de segmentos de mercados y de apelar a todo el mercado con una oferta o una estrategia. La idea es transmitir un mensaje que llegue al mayor número de personas posibles. Tradicionalmente el marketing masivo se ha centrado en la radio, la televisión y los periódicos como los medios utilizados para alcanzar este amplio público. Al llegar a la mayor audiencia posible, la exposición del producto se maximiza. En teoría, esto se correlaciona directamente con un mayor número de ventas o compra en el producto.
El marketing masivo es lo opuesto al Niche marketing ya que se centra en altas ventas y precios bajos.  
Tiene como objetivo proporcionar productos y servicios que serán de interés para todo el mercado. El Niche marketing se dirige a un segmento muy específico del mercado, por ejemplo, con servicios especializados o bienes con pocos o ningún competidor.

## Antecedentes
El marketing masivo o marketing indiferenciado tiene sus orígenes en la década de 1920 con el uso masivo de la radio. Esto dio a las empresas  una oportunidad para atraer una amplia variedad de clientes potenciales. Debido a esto, la variedad de marketing tuvo que ser cambiado con el fin de persuadir a un público más amplio con diferentes necesidades para comprar la misma cosa. Se ha desarrollado a lo largo de los años en una industria mundial multimillonaria. Aunque la flacidez en la Gran Depresión ganó popularidad y continuó expandiéndose a través de los años 40 y 50. Se desaceleró durante los movimientos anticapitalistas de los años 60 y 70 antes de volver más fuerte que antes, en los años 80, de los 90 y en la actualidad. Estas tendencias se deben a las alzas en los medios de comunicación. Durante la mayor parte del siglo XX, las principales compañías de productos de consumo se mantuvieron firmes a producir en masa, de distribuir masivamente, de tener un marketing masivo y la promoción sobre el mismo producto en aproximadamente la misma manera a todos los consumidores. El marketing masivo crea el mercado potencial más grande, lo que lleva a costos más bajos. También se le llama marketing global.

## Enfoque escopeta
La teoría de la escopeta es un enfoque de marketing masivo. Se trata de llegar a tantas personas como sea posible a través de la televisión, cable y radio. En la web, se refiere a una gran cantidad de anuncios hechos a través de banners para los anuncios de texto estén en tantos sitios web como sea posible, con el fin de obtener suficiente cantidad de ojos que se esperan convertir en ventas. Un ejemplo de la comercialización de escopeta sería simplemente poner un anuncio en la televisión en horario estelar, sin centrarse en un grupo específico de audiencia. Un enfoque de escopeta aumenta las probabilidades de golpear un objetivo, cuando es más difícil de enfocar.

## Estrategia
Todas las cosas a todas las personas
Es la técnica de tratar de difundir nuestro mensaje de marketing a todo el mundo dispuesto a escuchar. Un camión cargado de publicidad general se hace para el marketing masivo, con la esperanza de que la audiencia lo vea y así llegar al objetivo. Nos permite llegar a una amplia gama de servicios para aceptar cualquier trabajo que viene en nuestro camino; y en última instancia, nos convertimos en un "aprendiz de todo y maestro de nada".

## Uso y venta de productos
El marketing masivo se utiliza para efectuar el cambio de actitud de un público tan amplio como sea posible. A menudo, esto tomaría la forma de vender un producto como la pasta de dientes. La pasta de dientes no está hecha especialmente para un consumidor y se vende en grandes cantidades. Una empresa o individuo que fabrica pasta de dientes desea conseguir a más gente que compre su marca particular sobre otro. El objetivo es que cuando un consumidor tenga la opción de seleccionar un tubo de pasta de dientes, este pueda recordar el producto que se comercializa. El marketing masivo es lo contrario del niche marketing, donde un producto está hecho especialmente para una persona o un grupo de personas. Otros productos de marketing masivo son muebles, obras de arte, automóviles, comunidades residenciales, bebidas gaseosas y computadoras personales. Usualmente las cosas que son percibidas como necesarias / esenciales para el consumidor están sujetas a la comercialización total. Los recursos del marketing masivo proporcionan soluciones de marketing rentables para las micro y pequeñas empresas, incluyendo la creación de empresas.
Incluso los "productos" como políticos y servicios de  profesiones como el derecho, la quiropráctica y la medicina, están sujetos al marketing masivo.

## Acerca de la calidad
Para incrementar aún más los beneficios,  los productos del marketing masivo que se promocionan como "bienes duraderos" suelen estar hechas de material de calidad inferior, por lo que se deterioran prematuramente. Esta práctica se llama obsolescencia planificada. Esto no sólo reduce los costos de producción, pero asegura futuras oportunidades de ventas al impedir que el mercado se sature con alta calidad y productos de larga duración. Las fuerzas del libre mercado tienden a impedir la venta de alimentos básicos de calidad inferior, mientras deshechan las innovaciones tecnológicas y una cultura de obsolescencia planificada.
Muchos de los artículos comercializados en masa son considerados de primera necesidad. Estos son artículos que la gente está acostumbrada a comprar otra vez cuando sus artículos viejos se gastan (o se han agotado). Versiones más baratas de bienes duraderos a menudo se comercializan como alimentos básicos en el entendido de que van a llevar a cabo antes de los bienes más caros, pero son tan baratos que el costo de reemplazo regular es fácilmente asequible.
John Watson fue un psicólogo líder en la comercialización en masa con sus experimentos en la publicidad.

## Beneficios del marketing masivo
- Menos riesgo - Si todos los esfuerzos de un área en particular es en vano, la pérdida es menor en comparación a una pérdida en la zona de miras estrechas.
- Los costos de producción por unidad son bajos a causa de tener una carrera de producción de producto homogéneo.
- Los costo de investigación de marketing y los gastos de publicidad son relativamente bajos.[5]
- Los potenciales más altos de volumen de ventas y la eficiencia de escala en un mercado son mucho más grande.[6]